# Moritz Neumann (Fußballspieler)
Moritz Jonas Neumann (* 25. Februar 2005 in Innsbruck) ist ein österreichischer Fußballspieler.

## Karriere

### Verein
Neumann begann seine Karriere bei der SVg Mayrhofen. Zur Saison 2017/18 wechselte er zum SV Innsbruck. Ab der Saison 2018/19 spielte er in der AKA Tirol. Im Februar 2019 wechselte er in die Akademie des FC Red Bull Salzburg, in der er fortan sämtliche Altersstufen durchlief.
Im Februar 2022 debütierte der Angreifer für das Farmteam der Salzburger, FC Liefering, in der 2. Liga, als er am 17. Spieltag der Saison 2021/22 gegen den SKN St. Pölten in der Startelf stand. Nach der Saison 2023/24 verließ er Salzburg.
Zur Saison 2024/25 wechselte Neumann anschließend innerhalb der 2. Liga zum Floridsdorfer AC, bei dem er einen bis 2026 laufenden Vertrag erhielt.

### Nationalmannschaft
Neumann spielte im Oktober 2019 erstmals für eine österreichische Jugendnationalauswahl. Im September 2022 gab er gegen Schweden sein Debüt für die U-18-Mannschaft.